# Кардея
Карде́я, Ка́рда (лат. Cardea; cardo — дверна защіпка) — римська богиня, охоронниця дверних засувів, опікунка родини. Свято на її честь справляли 1 червня.